# Westlicher Aralsee
Der Westliche Aralsee (kasach. Батыс Арал теңізі, usbek. Gʻarb Orol dengizi, russ. Западное Аральское море) ist der westliche Teil des früheren Aralsees. Er liegt innerhalb der Aralo-Kaspischen Senke in einem Becken, dem Tiefland von Turan, zwischen dem Ustjurt-Plateau und der Wüste Aralkum. Der See gehört teils zu Kasachstan, teils zu Usbekistan.
An seinem Ostufer befindet sich die ehemalige Insel der Wiedergeburt mit der früheren usbekischen Stadt Kantubek. Die sowjetische Behörde Biopreparat unterhielt dort bis 1991 ein Forschungslabor für biologische Waffen, unter anderem mit Milzbrand-Erregern.